# محافظة كامانا
محافظة كامانا (بالإنجليزية: Camaná)‏ هي مدينة، تتبع Camaná District ‏، وإقليم أريكيبا، هي عاصمة Camaná District ‏، وCamaná province ‏.

## أعلام
- مادلين هارتوغ-بيل
- فرناندو كاناليس